# Diablo II: Resurrected
Diablo II: Resurrected este un joc video de acțiune de rol dezvoltat de Blizzard Entertainment  în colaborare cu Vicarious Visions⁠(d) și publicat de Blizzard Entertainment. Este o îmbunătățire a jocului Diablo II (2000) și a expansiunii sale Lord of Destruction (2001). Jocul a fost lansat pentru Microsoft Windows, Nintendo Switch, PlayStation 4, PlayStation 5, Xbox One și Xbox Series X and Series S la 23 septembrie 2021.

## Gameplay
Diablo II: Resurrected  actualizează în principal grafica și funcțiile de rețea ale jocului original și nu schimbă niciunul dintre sistemele sale de articole sau echilibrul jocului.  Sunt folosite modelele 3D peste elementele grafice originale 2D (sprite) din Diablo II și sunt concepute pentru a se comuta între imaginile originale și cele îmbunătățite printr-o apăsare de buton. Scenele sale video au fost, de asemenea, îmbunătățite. Resurrected acceptă rezoluția grafică 4K și sunetul Dolby Surround 7.1.

## Rezumat
Diablo II: Resurrected are aceeași intrigă ca și jocul original.

## Dezvoltare
Dezvoltarea lui Diablo II: Resurrected a început în jurul anului 2019, ca un efort comun între echipa Diablo a Blizzard (Echipa 3) și Vicarious Visions, la acea vreme o filială a Activision, compania înfrățită cu Blizzard. Cu aproximativ o lună înainte de anunțul jocului din februarie 2021, Activision a anunțat că Vicarious Visions a fost transferat și mutat în structura corporativă a companiei Blizzard (a fost redenumit ca Blizzard Albany din 2022). Președintele J. Allen Brack a spus că această mișcare s-a datorat faptului că Vicarious avea cunoștințe detaliate despre seria Diablo până în acest moment, astfel încât să poată continua să ofere suport pentru Resurrected, Diablo IV și alte mărci înregistrate Blizzard.
Filosofia de design a Diablo II: Resurrected a cerut ca jocul să fie identic cu ceea ce și-ar aminti jucătorii vechi. Astfel dezvoltatorii nu au făcut nici măcar modificări minore în jocul de bază, au îmbunătățit imaginile jocului, modelând grafica nouă pe arta jocului original. Printre cele câteva mici modificări  se numără funcția Shared Stash și preluarea automată a aurului. Unele facilități noi pot fi comutate la preferințele de stil de joc ale utilizatorului. Cele două principii de bază au fost păstrarea experienței autentice și originale a jocului și să-l facă accesibil pentru jocul modern.
Diablo II: Resurrected a fost lansat la 23 septembrie 2021 pentru platformele Nintendo Switch, PlayStation 4, PlayStation 5, Windows, Xbox One și Xbox Series X. Problemele de server i-au împiedicat pe unii jucători să joace jocul la lansare și în săptămânile următoare.

## Recepție
Diablo II: Resurrected a primit recenzii favorabile la lansarea sa conform Metacritic, unde versiunea pentru PC are o medie de 80 din 100.
Deși recunoaște că gameplay-ul pare uneori învechit, Game Informer a spus că Diablo II „rămâne standardul după care sunt judecate toate celelalte ARPG-uri”  și este „încă un mare hit, chiar și astăzi”. PC Gamer, care a numit jocul un dinozaur mândru, a spus că jocul său simplu pare revoluționar în comparație cu jocurile moderne orientate în jurul micro-tranzacțiilor. Recenzorul a spus că jocul este adresat fanilor îndrăgostiți, care vor rezista oricăror schimbări, ceea ce îl face mai puțin atrăgător pentru jucătorii noi în comparație cu Diablo IV.
IGN a scris că jocul este „destul de distractiv când treci de nebunie”, dar ignoră 20 de ani de evoluție în designul jocurilor. Deși recenzorul GameSpot a spus că fidelitatea față de jocul original va mulțumi cu siguranță fanii, designul său retro îl face „provocator de recomandabil față de contemporanii moderni”.
Game Informer a numit noua grafică „uimitoare”, iar PC Gamer a lăudat detaliile suplimentare și modificările. Recenzia GameSpot a evidențiat grafica ca fiind „surprinzător de superbă”.